# Инчмаррин
Инчма́ррин (англ. Inchmurrin, гэльск. Innis Mheadhran) — озёрный остров в южной части озера Лох-Ломонд. Административно относится к округу Уэст-Данбартоншир (Шотландия). Крупнейший пресноводный остров Британских островов.

## Географическая характеристика
Инчмаррин вытянут с юго-запада на северо-восток на 2,4 километра, имеет ширину 0,37—0,64 километров и площадь 1,2 км². Высшая точка острова расположена на отметке 89 метров над уровнем моря (81 метр над уровнем озера). Согласно переписи населения 2011 года на острове постоянно проживали 8 человек (13 человек в 2001 году). Расстояние до «большой земли» — около 900 метров от юго-западной оконечности острова, 1,5 километра от западной и 1,1 километра от восточной. В 700 метрах на северо-восток от Инчмаррина находится небольшой полностью покрытый густым лесом необитаемый островок Крейнч.
Энн Дэвисон (1914—1992; известная тем, что в возрасте 39 лет стала первой женщиной, в одиночку пересекшей Атлантический океан), написала автобиографию «Домом был Остров» о своей жизни с супругом (погиб в 1953 году) на Инчмаррине и соседнем острове Инчфаде.

## История
В VI веке на острове стоял монастырь, основанный Святым Мирином, в честь чего и получил своё название сам остров.

В начале XIV века на острове по приказу короля Роберта I был выстроен охотничий домик, а сам он часто приезжал сюда охотиться на оленей.

С 1425 года до своей смерти в 1458 году в замке на острове жила в изгнании графиня Изабелла с внуками.

5 апреля 1603 года король Англии Яков I покинул Эдинбург и отправился в Лондон, решив избрать своим местопребыванием бо́льшее из своих королевств. При отъезде он пообещал шотландцам возвращаться раз в три года. Это обещание он не выполнил: король побывал с тех пор в Шотландии только один раз, через четырнадцать лет, в 1617 году, в тот визит он посетил в том числе остров Инчмаррин.

В начале XVIII века на острове разбойничал «шотландский Робин Гуд» Роб Рой. В XVIII веке остров был охотничьим угодьем герцогов Монтроз, которые охотились здесь на оленей. По данным 1800 года на острове обитали 200 оленей.

С 1920-х по 1990-е годы островом владела семья Скоттов, которые возвели здесь несколько жилых домиков и гостиницу с приветственной надписью «Вы прибыли в Страну Скотта». В 1930-х годах Инчмаррин посетил известный журналист и писатель Генри Воллам, который описал его как «травянистый остров, набитый воспоминаниями». В августе 1984 года на острове был поставлен рекорд в национальной шотландской забаве, метании хаггиса. Участник Алан Петтигрю бросил хаггис весом 680 грамм на 55 метров и 15 сантиметров. Этот рекорд держался до 11 июня 2011 года. В настоящее время на острове функционируют несколько туристических коттеджей, есть ресторан и бар, работающие с Пасхи по октябрь. На северной оконечности острова с 1940-х годов находится пляж натуристов.

Кроме того, в течение своей истории остров Инчмаррин служил местом, куда ссылали психически больных людей, а также беременных незамужних девушек, чтобы они рожали здесь.